# Буково (Драмско)
Вижте пояснителната страница за други значения на Буково.
Бу̀ково (на гръцки: Οξυά, Оксия, до 1927 година Μπούκοβο, Буково или Μπούκοβικ, Буковик) е обезлюдено село в Република Гърция, разположено на територията на дем Бук (Паранести) в област Източна Македония и Тракия.

## География
Село Буково е разположено на южните склонове на Родопите, северно от Бук. Васил Кънчов го определя като чечко село, попадащо в Драмския Чеч.

## История

### В Османската империя
Селото се споменава в османски поименен регистър от 1478 година. От регистъра става ясно, че към тази дата в селото били останали само три немюсюлмански домакинства. Останалите жители били тюрки (Караджа, Турхан, Карагьоз, Балабан, Саруджа, Ширмерд...) и местни, приели исляма (Будак, син на Михал, Шахин, син на Петко, Карагьоз, син на Михал...). В откъс от подробен регистър за ленни владения в Западните Родопи и Сярско, датиран между 1498 и 1502 година, са изброени главите на домакинства в село Буково както и продукцията на селото. Споменава се, че то спада към Чеч, в него има 86 мюсюлмански домакинства и 14 неженени мюсюлмани. В подробен регистър на санджака Паша от 1569-70 година е отразено данъкоплатното население на Буково както следва: мюсюлмани – 98 семейства и 81 неженени.
Съгласно статистиката на Васил Кънчов („Македония. Етнография и статистика“) към 1900 година в Буково има 20 помашки къщи. Те са се смятали като махала на село Чатак.

### В Гърция
След Междусъюзническата война в 1913 година Буково попада в Гърция. Според гръцката статистика, през 1913 година в Буково (Μπούκοβα) живеят 423 души.
През 1923 година жителите на Буково са изселени в Турция и на тяхно място са настанени няколко гръцки бежански семейства. През 1927 година името на селото е сменено от Буково (Μπούκοβο) на Оксия (Οξυά). По-късно новите колонисти напускат селото. Землището му е присъединено към това на Белен.
| Година    | 1913 | 1920 | 1928 | 1940 | 1951 | 1961 | 1971 | 1981 | 1991 | 2001 | 2011 | 2021 |
| --------- | ---- | ---- | ---- | ---- | ---- | ---- | ---- | ---- | ---- | ---- | ---- | ---- |
| Население | 423  | 298  | 85   | 48   |      |      |      |      |      |      |      |      |

## Личности
Родени в Буково
- Алексиос Сарафис (Αλέξιος Σαράφης), гръцки андартски деец[9]